# Alonso Palomino
Alonso Palomino (Santa Olalla, 1573-Méntrida, 1637) fue un poeta español del entorno de Lope de Vega, se ordenó sacerdote y llegó a ser visitador del Arzobispado de Toledo. Participó en numerosos certámenes poéticos del Siglo de Oro, destacándose sus poemas a Santa Teresa de Jesús, a la ciudad de Toledo y a algunos nobles contemporáneos suyos. Fue un excelente compositor de villancicos. La mayor parte de sus poemas quedaron recopilados en un manuscrito titulado “Jardín del Alma” que se guarda en la biblioteca de la Real Academia Española.

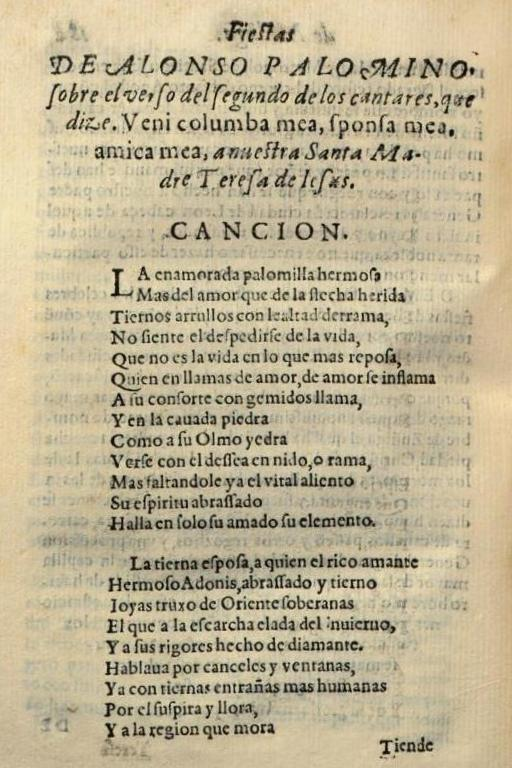
Poema de Alonso Palomino a Santa Teresa de Jesús

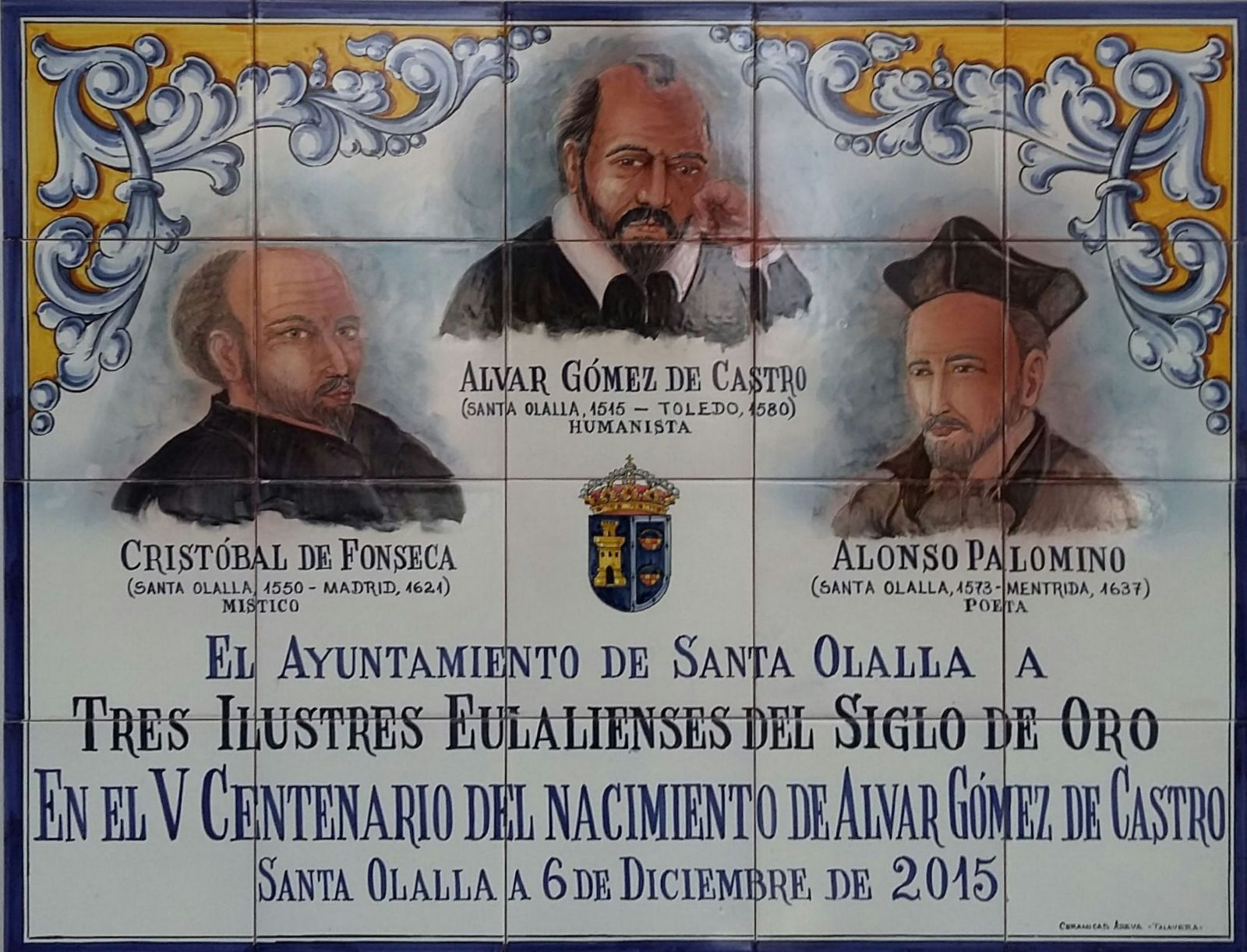
Placa en Santa Olalla